# Marcela Świątkowska
Marcela Kazimiera Świątkowska est une universitaire polonaise née le 21 août 1945 à Oświęcim, spécialisée en linguistique du français à l'université Jagellonne de Cracovie.

## Biographie
Après des études secondaires spécialisées en musique au lycée de musique Frédéric-Chopin de Cracovie (Państwowe Liceum Muzyczne im. F. Chopina) couronnées par un diplôme en classe de piano, elle fait des études de philologie romane à l'université Jagellonne, complétées à Nice et à Montpellier.
Elle obtient immédiatement après l'obtention de son diplôme de magister en 1969 un poste d'assistant, suivi de postes de maître-assistant (doctorat en 1976), maître de conférence (habilitation à diriger des recherches en 1988) et professeur titulaire (depuis 2000).
Elle exerce également des responsabilités administratives au sein de l'université, notamment la direction de l'Institut de philologie romane (1992-2002) et le poste de doyen de la faculté de philologie (depuis 2005). Elle a également dirigé la section de méthodologie et didactique du français, la section de linguistique romane ainsi que le centre de formation linguistique des enseignants-chercheurs.
Elle a représenté la Pologne au comité exécutif de l'AUPELF (1994-2000).
Elle appartient à de nombreuses société savantes et instances scientifiques polonaises et internationales, comme :
- l'association académique des romanisants polonais « Pléiade » (Akademickie Towarzystwo Romanistów Polskich "Plejada");
- la société de linguistique romane[1],[2].

## Distinctions
- Officier de l'ordre des Palmes académiques (2014)
- Croix du mérite polonaise

Elle est officier de l'Ordre des Palmes académiques français et décorée de la Croix du mérite polonaise (Krzyż Zasługi).